# Giovanni Berengo
Giovanni Maria Berengo, né le 6 juillet 1820 à Venise en Italie et mort le 7 mars 1896 à Udine en Italie, est un archevêque catholique italien du XIXe siècle. 

## Biographie
Giovanni Berengo est né à Venise le 6 juillet 1820. Après avoir étudié au séminaire local, il fut ordonné prêtre le 5 février 1843. Nommé évêque d'Adria en 1878 pour une courte durée, il est transféré à la tête de l'évêché de Mantoue. Fonction qu'il assumera jusqu'à sa nomination en tant qu'archevêque d'Udine, le 10 novembre 1884. Il meurt à Udine, dans ses fonctions, l'âge de 75 ans.